# Mija Šiftar
Mija Šiftar, född 2 september 2006 i Ljubljana i Slovenien, är en volleybollspelare (vänsterspiker). Hon spelar med Allianz MTV Stuttgart och Sloveniens damlandslag i volleyboll. Hon var Sloveniens mest framgångsrika poängvinnare vid European Silver League 2022. Hon har tidigare spelat för slovenska och franska klubbar.